# Johan Beronka

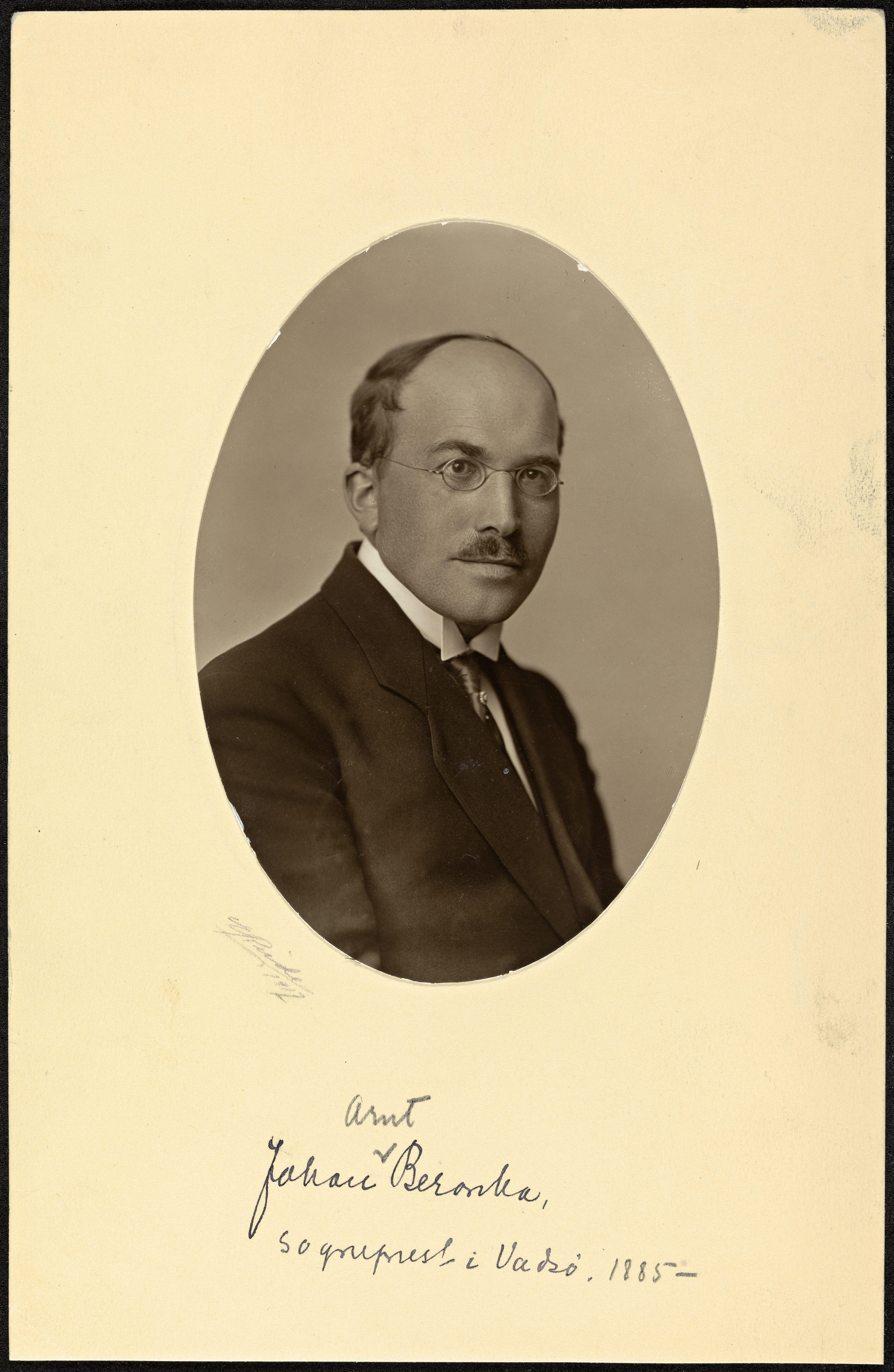
Johan Arnt Beronka

Johan Arnt Beronka, född den 15 april 1885 i Vadsø i Finnmark fylke, död den 14 mars 1965 i Oppegård i Akershus fylke, var en norsk präst, språkforskare och lokalhistoriker med kvänsk bakgrund.
Beronka tog examen artium i Kristiania 1909, och började därefter studera teologi. Efter sin cand.theol. 1914 var Beronka sockenpräst i Vadsø 1920–1930, och därefter i Hurum 1930–1945. Beronka kritiserade starkt förnorskningspolitiken gentemot Norges samer och kväner.
Beronka hade examen i samiska och finska, och studerade även semitiska språk och inuitiska dialekter. Han gav ut flera banbrytande språkstudier, såsom Syntaktiske iagttagelser fra de finske dialekter i Vadsø og Porsanger (1922) och Iagttagelser fra orddannelses- og formlærer i de finske dialekter i Vadsø og Porsanger (1925). Han gav även ut lokalhistoriska verk som Vadsø bys historie (1933) och Hurum kommune gjennom hundre år (1937).